# Hans Pieko
Hans Pieko (*Amsterdam, 3 juni 1943 - †Arnhem, 15 maart 2025) is een Nederlands illustrator, striptekenaar en vormgever.
Pieko volgde met succes een opleiding aan de Academie voor Beeldende Kunsten te Arnhem. In de loop der jaren ontplooide hij diverse vormgeversactiviteiten, zoals het maken van wandschilderingen, het maken van poppen voor diverse musea en het vervaardigen van toneelrekwisieten. Ook maakt hij vrij werk en heeft hij strips getekend. Zijn voornaamste bezigheid en grote liefde is echter het illustratiewerk, met name het illustreren van sf- en fantasyboeken. Oorspronkelijk werkte hij met airbrushtechnieken, sinds de opkomst van de computer werkt hij echter uitsluitend nog digitaal onder de naam Wetbyte Illustrations.

## Strips
- Ontmoeting (1 pl) 1975, in: De Vrije Balloen
- Er zij licht (4 pl) 1977, in: De Vrije Balloen
- Coïtus interruptus (2 pl) 1977, in: De Vrije Balloen
- Afscheid (2 pl) 1978, in: Gummi
- De ontsnapping (4 pl) 1981, in: Krypton
- De na-aper (4 pl) 1981, in: Krypton, tekst: Hendrik J. Vos
- De laatste strijder (12 pl) 1981, in: Krypton, dialogen: Hendrik J. Vos
- De verdelgers (5 pl) 1981, in: Krypton

Strip in opdracht (coauteur tekeningen: Hendrik J. Vos):
- Vondel en Amsterdam (14 pl) 1979, tekst: Theo van den Boogaard